# Gran Premi d'Abu Dhabi del 2011
El Gran Premi d'Abu Dhabi de Fórmula 1 de la temporada 2011 s'ha disputat al circuit de Yas Marina, de l'11 al 13 de novembre del 2011.

## Classificacions

### Resultats de la qualificació
| Pos                  | No | Pilot              | Constructor          | Part 1      | Part 2   | Part 3      | Sortida |
| -------------------- | -- | ------------------ | -------------------- | ----------- | -------- | ----------- | ------- |
| 1                    | 1  | Sebastian Vettel   | Red Bull-Renault     | 1:40.478    | 1:38.516 | 1:38.481    | 1       |
| 2                    | 3  | Lewis Hamilton     | McLaren-Mercedes     | 1:39.782    | 1:38.434 | 1:38.622    | 2       |
| 3                    | 4  | Jenson Button      | McLaren-Mercedes     | 1:40.227    | 1:39.097 | 1:38.631    | 3       |
| 4                    | 2  | Mark Webber        | Red Bull-Renault     | 1:40.167    | 1:38.821 | 1:38.858    | 4       |
| 5                    | 5  | Fernando Alonso    | Ferrari              | 1:41.380    | 1:39.058 | 1:39.058    | 5       |
| 6                    | 6  | Felipe Massa       | Ferrari              | 1:41.592    | 1:39.623 | 1:39.695    | 6       |
| 7                    | 8  | Nico Rosberg       | Mercedes             | 1:41.120    | 1:39.420 | 1:39.773    | 7       |
| 8                    | 7  | Michael Schumacher | Mercedes             | 1:42.605    | 1:40.554 | 1:40.662    | 8       |
| 9                    | 14 | Adrian Sutil       | Force India-Mercedes | 1:40.595    | 1:40.205 | 1:40.768    | 9       |
| 10                   | 15 | Paul di Resta      | Force India-Mercedes | 1:41.064    | 1:40.414 | Sense temps | 10      |
| 11                   | 17 | Sergio Pérez       | Sauber-Ferrari       | 1:41.311    | 1:40.874 |             | 11      |
| 12                   | 10 | Vitali Petrov      | Renault              | 1:40.955    | 1:40.919 |             | 12      |
| 13                   | 18 | Sébastien Buemi    | Toro Rosso-Ferrari   | 1:41.737    | 1:41.009 |             | 13      |
| 14                   | 9  | Bruno Senna        | Renault              | 1:41.391    | 1:41.079 |             | 14      |
| 15                   | 19 | Jaime Alguersuari  | Toro Rosso-Ferrari   | 1:41.386    | 1:41.162 |             | 15      |
| 16                   | 16 | Kamui Kobayashi    | Sauber-Ferrari       | 1:41.613    | 1:41.240 |             | 16      |
| 17                   | 12 | Pastor Maldonado   | Williams-Cosworth    | 1:42.258    | 1:41.760 |             | 231     |
| 18                   | 20 | Heikki Kovalainen  | Lotus-Renault        | 1:42.979    |          |             | 17      |
| 19                   | 21 | Jarno Trulli       | Lotus-Renault        | 1:43.884    |          |             | 18      |
| 20                   | 24 | Timo Glock         | Virgin-Cosworth      | 1:44.515    |          |             | 19      |
| 21                   | 22 | Daniel Ricciardo   | HRT-Cosworth         | 1:44.641    |          |             | 20      |
| 22                   | 25 | Jérôme d'Ambrosio  | Virgin-Cosworth      | 1:44.699    |          |             | 21      |
| 23                   | 23 | Vitantonio Liuzzi  | HRT-Cosworth         | 1:45.159    |          |             | 22      |
| 107% temps: 1:46.766 |    |                    |                      |             |          |             |         |
| 24                   | 11 | Rubens Barrichello | Williams-Cosworth    | Sense temps |          |             | 242     |

Notes
^1  – Pastor Maldonado ha estat penalitzat amb 10 posicions a la graella de sortida per utilitzar el seu 9º motor, excedint el limit de 8 per tota la temporada.
^2  – Rubens Barrichello no va marcar temps al descobrir-se una fuita d'oli al seu monoplaça però va ser admès a la grella perquè havia superat sense problemes el temps de tall (107%) als entrenaments

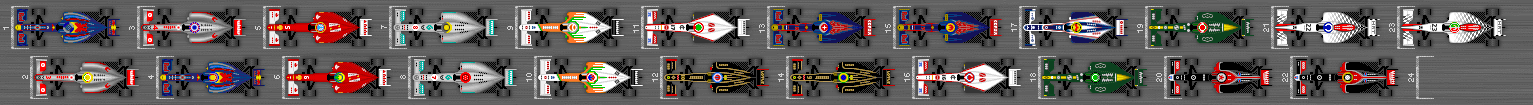
Graella de sortida després de la qualificació del GP.

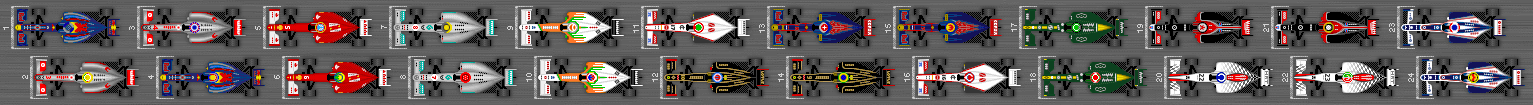
Graella de sortida del GP d'Abu Dhabi 2011.

### Cursa
| Pos | No | Pilot              | Constructor          | Voltes | Temps / Retirada | Pos.Sortida | Punts |
| --- | -- | ------------------ | -------------------- | ------ | ---------------- | ----------- | ----- |
| 1   | 3  | Lewis Hamilton     | McLaren-Mercedes     | 55     | 1h 37' 11. 886   | 2           | 25    |
| 2   | 5  | Fernando Alonso    | Ferrari              | 55     | + 8.457 s        | 5           | 18    |
| 3   | 4  | Jenson Button      | McLaren-Mercedes     | 55     | + 25.871 s       | 3           | 15    |
| 4   | 2  | Mark Webber        | Red Bull-Renault     | 55     | + 35.784 s       | 4           | 12    |
| 5   | 6  | Felipe Massa       | Ferrari              | 55     | + 50.578 s       | 6           | 10    |
| 6   | 8  | Nico Rosberg       | Mercedes             | 55     | + 52.317 s       | 7           | 8     |
| 7   | 7  | Michael Schumacher | Mercedes             | 55     | + 1' 15.964 min. | 8           | 6     |
| 8   | 14 | Adrian Sutil       | Force India-Mercedes | 55     | + 1' 17.122 min. | 9           | 4     |
| 9   | 15 | Paul di Resta      | Force India-Mercedes | 55     | + 1' 41.087 min. | 10          | 2     |
| 10  | 16 | Kamui Kobayashi    | Sauber-Ferrari       | 54     | + 1 Volta        | 16          | 1     |
| 11  | 17 | Sergio Pérez       | Sauber-Ferrari       | 54     | + 1 Volta        | 11          |       |
| 12  | 11 | Rubens Barrichello | Williams-Cosworth    | 54     | + 1 Volta        | 24          |       |
| 13  | 10 | Vitali Petrov      | Renault              | 54     | + 1 Volta        | 12          |       |
| 14  | 12 | Pastor Maldonado   | Williams-Cosworth    | 54     | + 1 Volta3       | 23          |       |
| 15  | 19 | Jaime Alguersuari  | Toro Rosso-Ferrari   | 54     | + 1 Volta3       | 15          |       |
| 16  | 9  | Bruno Senna        | Renault              | 54     | + 1 Volta        | 14          |       |
| 17  | 20 | Heikki Kovalainen  | Lotus-Renault        | 54     | + 1 Volta        | 17          |       |
| 18  | 21 | Jarno Trulli       | Lotus-Renault        | 53     | + 2 Voltes       | 18          |       |
| 19  | 24 | Timo Glock         | Virgin-Cosworth      | 53     | + 2 Voltes       | 19          |       |
| 20  | 23 | Vitantonio Liuzzi  | HRT-Cosworth         | 53     | + 2 Voltes       | 22          |       |
| Ret | 22 | Daniel Ricciardo   | HRT-Cosworth         | 47     | Alternador       | 20          |       |
| Ret | 18 | Sébastien Buemi    | Toro Rosso-Ferrari   | 18     | Hidràulics       | 13          |       |
| Ret | 25 | Jérôme d'Ambrosio  | Virgin-Cosworth      | 17     | Frens            | 21          |       |
| Ret | 1  | Sebastian Vettel   | Red Bull-Renault     | 1      | Punxada          | 1           |       |

Notes
^3  – Pastor Maldonado i Jaime Alguersuari van ser penalitzats per ignorar les banderes blaves, però no va alterar les seves posicions finals.

### Classificació del mundial després de la cursa
| Pos | Pilot            | Punts |
| --- | ---------------- | ----- |
| 1   | Sebastian Vettel | 374   |
| 2   | Jenson Button    | 255   |
| 3   | Fernando Alonso  | 245   |
| 4   | Mark Webber      | 233   |
| 5   | Lewis Hamilton   | 227   |

| Pos | Constructor      | Punts |
| --- | ---------------- | ----- |
| 1   | Red Bull-Renault | 607   |
| 2   | McLaren-Mercedes | 482   |
| 3   | Ferrari          | 353   |
| 4   | Mercedes         | 159   |
| 5   | Renault          | 72    |

- Nota: Nomes s'inclouen els 5 primers de cada classificació. Per veure-la completa aneu a Temporada 2011 de Fórmula 1

## Altres
- Pole: Sebastian Vettel 1' 38. 481
- Volta ràpida: Mark Webber 1' 42. 612 (a la volta 51)